# 1820
1820 (MDCCCXX) byl rok, který dle gregoriánského kalendáře započal sobotou.

## Události
Automatický abecedně řazený seznam viz Kategorie:Události roku 1820

### Česko
- 20. října – 20. prosince – Klemens Wenzel von Metternich uspořádal Opavský kongres, který měl konzultovat reakce Rakouska, Ruska, Pruska, Velké Británie a Francie na revoluční vývoj v Neapoli a dohodnout intervence Svaté aliance do Království obojí Sicílie, Španělska a Portugalska.
- V Čechách bylo 1 002 lékařů a ranhojičů.
- V Ústí nad Labem byla založena konzervárna.

### Svět
- 28. ledna – Ruský mořeplavec Fadděj Faddějevič Bellingshausen objevil Antarktidu.
- 29. ledna – Po 59 letech vlády zemřel britský král Jiří III. a na trůn nastoupil jeho syn Jiří IV.
- 3. března – Kongres USA schválil Missourský kompromis, který měl zachovat politickou rovnováhu mezi jižními otrokářskými státy a severními protiotrokářskými státy.
- 10. března – Španělský král Ferdinand VII. během vzpoury vedené generálem Rafaelem del Riego a v obklíčeném královském paláci v Madridu souhlasil s obnovením ústavy z roku 1812.
- 15. března – Maine se stal 23. státem USA.
- 8. dubna – Na řeckém ostrově Milos byla objevena Venuše Mélská.
- 24. srpna – V Portugalsku začala revoluce.
- 27. srpna – Josef Naus jako první uskutečnil výstup na nejvyšší německou horu Zugspitze.
- 3. října – Tao-kuang se na dalších 30 let stal 6. čínským císařem.
- 6. prosince – V amerických prezidentských volbách zvítězil James Monroe.
- Světová populace překročila 1 miliardu.
- Povstáním v Neapoli přinutili karbonáři krále k vyhlášení ústavy.

### Probíhající události
- 1810–1821 – Mexická válka za nezávislost
- 1817–1864 – Kavkazská válka

## Vědy a umění
- duben – Dánský fyzik Hans Christian Ørsted během přednášky provedl experiment, který ukázal, že elektrický proud působí na střelku kompasu.
- Německý chemik Friedlieb Ferdinand Runge objevil kofein v kávě.

## Narození

### Česko
- 09. ledna

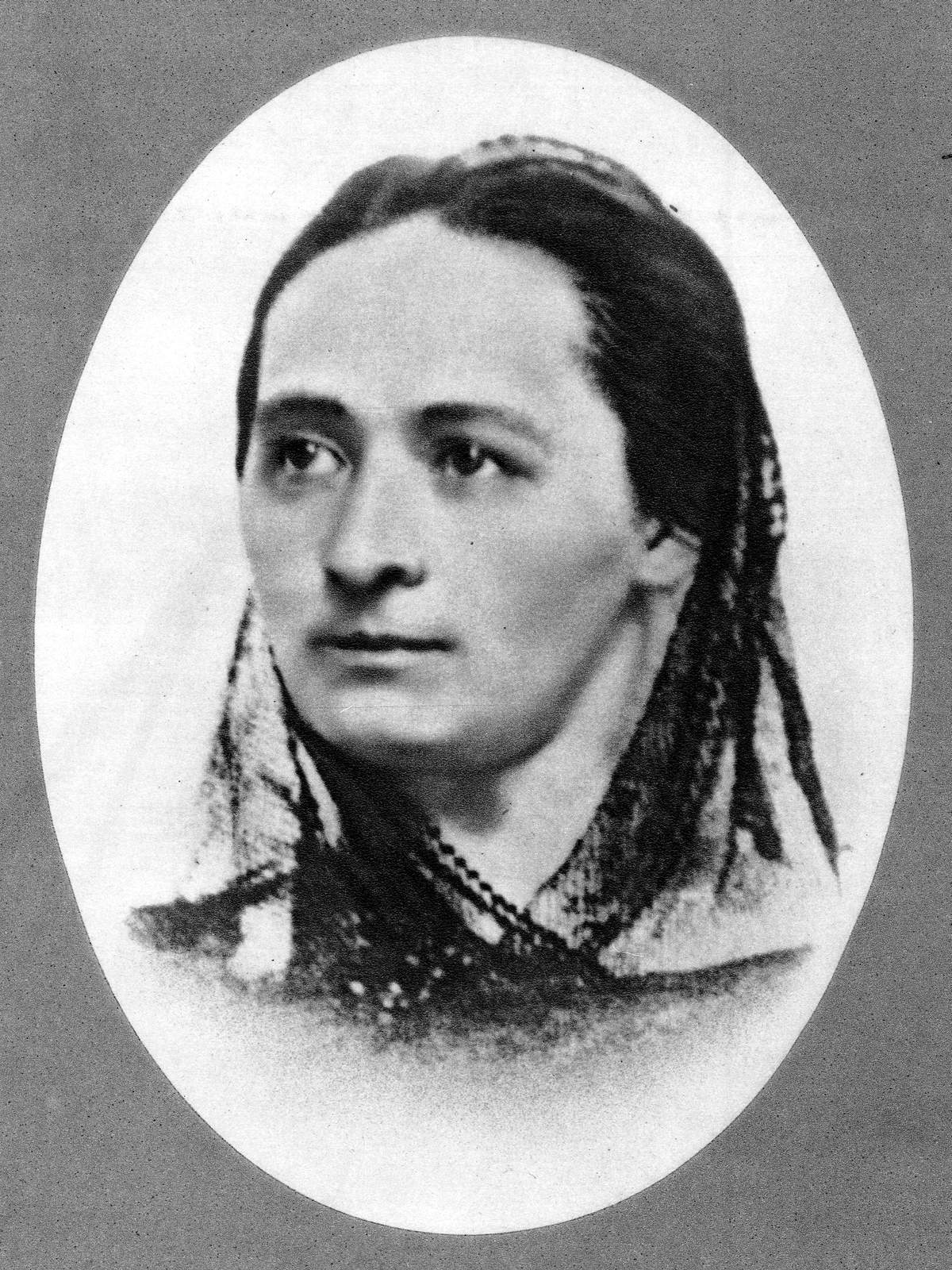
Božena Němcová (* 4. února; spisovatelka)

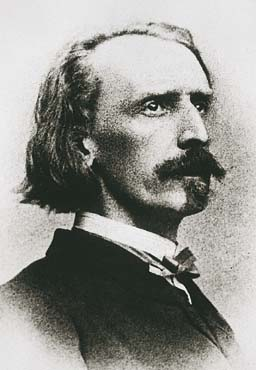
Josef Mánes (* 12. května; malíř)

  - Pavel Křížkovský, hudební skladatel a sbormistr († 8. května 1885)
  - Antonín Schmidt, notář a politik († 19. září 1897)
- 04. února – Božena Němcová, spisovatelka († 21. ledna 1862)
- 07. února – Anna Dvořáková, matka skladatele Antonína Dvořáka († 15. prosince 1882)
- 21. února – Alois Pražák, politik a právník († 30. ledna 1901)
- 04. března – Josef Maschka, profesor soudního lékařství († 6. února 1899)
- 18. března – Beneš Metod Kulda, kněz, spisovatel a sběratel lidových písní a pohádek († 6. května 1903)
- 21. března – Siegfried Kapper, básník, spisovatel a lékař († 7. června 1879)
- 25. března – Vincenc Dominik Bíba, pedagog († 2. června 1906)
- 02. dubna – František Buttula, violoncellista a hudební pedagog († 28. května 1886)
- 12. dubna – Eberhard Jonák, právník, ekonom a politik († 11. října 1879)
- 04. května – Petr Bílka, pedagog, mecenáš a národní buditel († 11. září 1881)
- 12. května – Josef Mánes, malíř († 9. prosince 1871)
- 17. května – Bedřich Wachsmann, malíř a architekt († 27. února 1897)
- 24. června – Václav Kratochvíl, statkář a regionální politik († 4. srpna 1893)
- 06. srpna – František Xaver Josef Beneš, archeolog a konzervátor († 20. května 1888)
- 11. srpna – František Fiala, politik, starosta Ústí nad Orlicí († 10. července 1892)
- 14. září – Václav Levý, sochař († 30. dubna 1870)
- 25. října – Bedřich Peška, básník a spisovatel († 15. června 1904)
- 16. září – Eduard Herold, malíř a spisovatel († 5. srpna 1895)
- 03. listopadu – Josef Alexander Helfert, právník, historik a politik († 16. března 1910)
- 11. prosince – Karel Ferdinand Bellmann, zvonař († 11. července 1893)
- 0
  - Martin Paták, lidový umělec († 1889)
  - Josef Götzl, starosta Karlína, poslanec Českého zemského sněmu († 5. února 1892)
  - Anton Weber, právník a politik německé národnosti († 8. října 1877)

### Svět

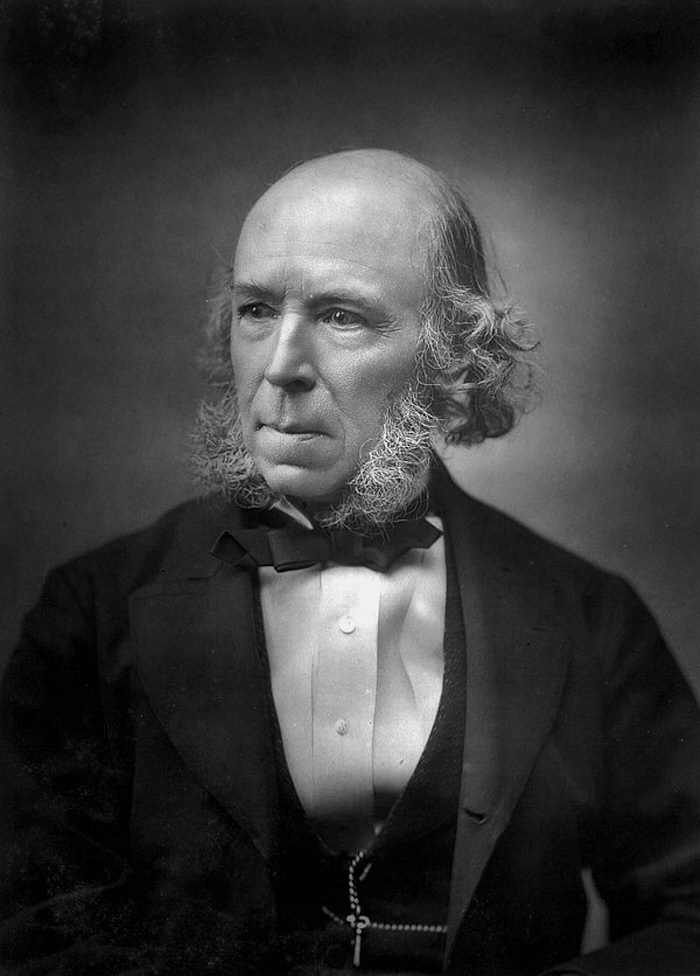
Herbert Spencer (* 27. dubna; filozof)

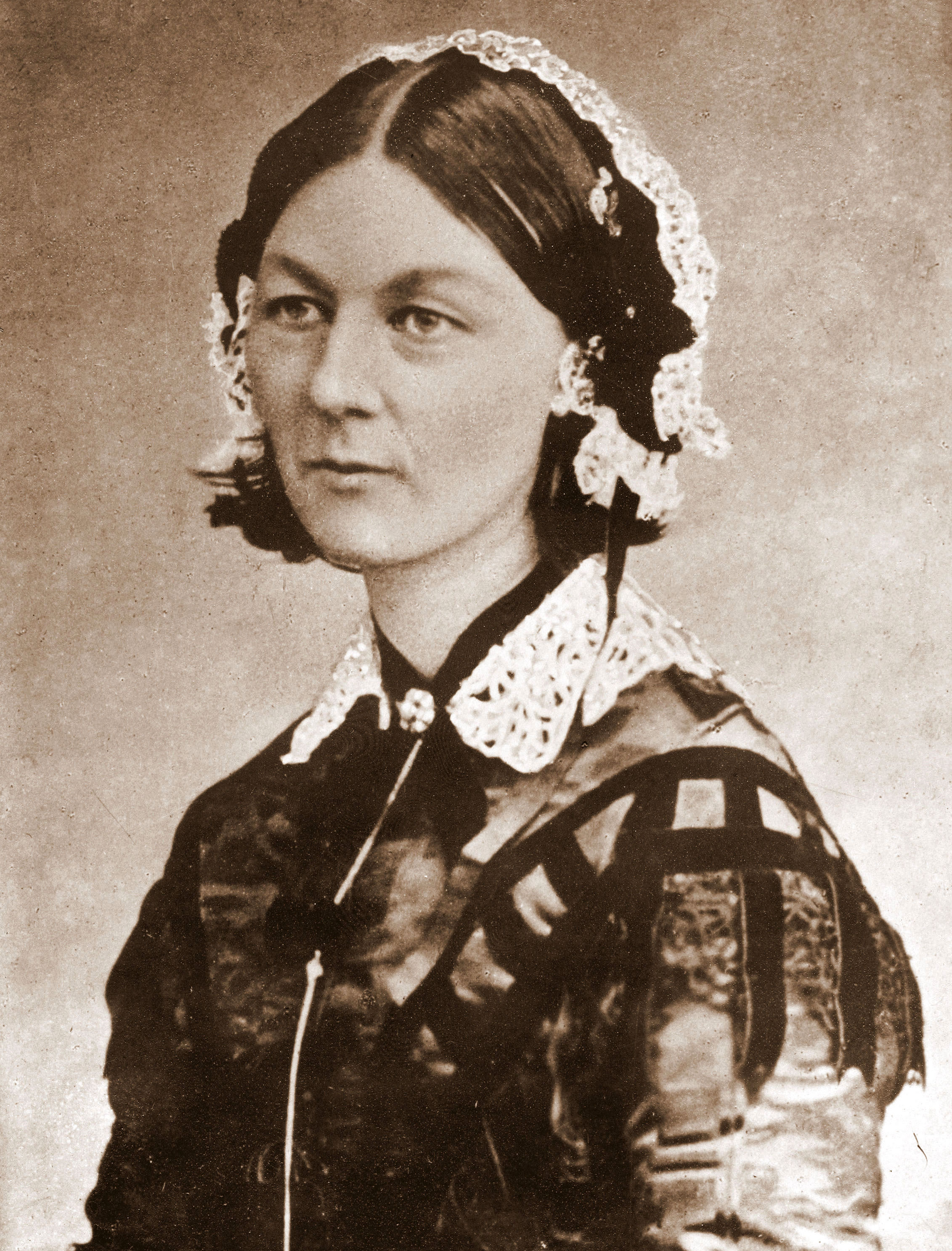
Florence Nightingalová (* 12. května; ošetřovatelka)

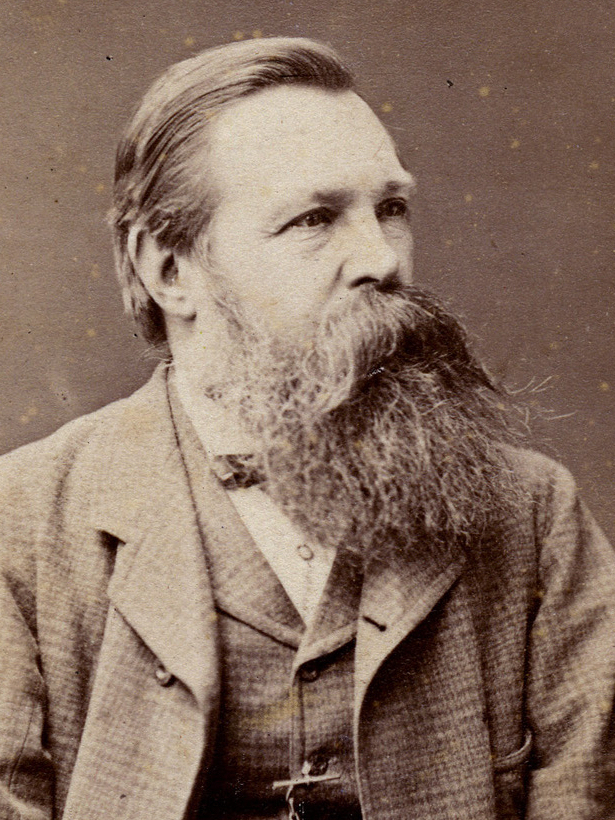
Friedrich Engels (* 28. listopadu; filozof)

- 17. ledna – Anne Brontëová, anglická spisovatelka († 28. května 1849)
- 29. ledna – Karl Giskra, ministr vnitra Předlitavska († 1. června 1879)
- 04. února – Alphonse Bernoud, francouzský fotograf († 24. listopadu 1889)
- 08. února – William Tecumseh Sherman, americký vojenský velitel († 14. února 1891)
- 10. února – Cornelius Gurlitt, německý hudební skladatel († 17. června 1901)
- 15. února – Susan B. Anthony, americká aktivistka hnutí za práva žen († 13. března 1906)
- 21. února – Apollo Korzeniowski, polský spisovatel († 23. května 1869)
- 29. února
  - Lewis Swift, americký astronom († 5. ledna 1913)
  - Adam Gifford, skotský politik († 20. ledna 1887)
- 2. března – Multatuli neboli Eduard Douwes Dekker, nizozemský koloniální úředník a spisovatel († 19. února 1887)
- 14. března – Viktor Emanuel II., první král sjednocené Itálie († 9. ledna 1878)
- 20. března – Alexandr Ioan Cuza, kníže Valašska a Moldávie († 15. května 1873)
- 23. března – William Shew, americký fotograf († 5. února 1903)
- 28. března – William Howard Russell, irský novinářský fotograf († 11. února 1907)
- 30. března – Andrej Sládkovič, slovenský básník († 20. dubna 1872)
- 06. dubna – Nadar, francouzský fotograf a spisovatel († 21. března 1910)
- 07. dubna – György Klapka, maďarský armádní generál a politik († 17. května 1892)
- 12. dubna – Emerich z Thurn-Taxisu, rakouský generál a šlechtic z rodu Thurn-Taxisů († 28. července 1900)
- 13. dubna – Ivan Alexejevič Šestakov, ruský admirál, ministr námořnictva († 3. prosince 1888)
- 24. dubna
  - Celso Golmayo y Zúpide, kubánský šachový mistr († 1. dubna 1898)
  - Alexandre Edmond Becquerel, francouzský fyzik († 11. května 1891)
- 27. dubna – Herbert Spencer, britský sociolog a filozof († 8. prosince 1903)
- 05. května – Elkanah Billings, kanadský paleontolog († 14. června 1876)
- 09. května – Charles Nègre, francouzský malíř a fotograf († 16. ledna 1880)
- 12. května – Florence Nightingalová, anglická ošetřovatelka († 13. srpna 1910)
- 17. května – Frederick Augustus Genth, americký chemik a mineralog († 2. února 1893)
- 23. června – Otis H. Cooley, americký fotograf († 18. listopadu 1860)
- 24. června – Joaquim Manuel de Macedo, brazilský spisovatel a politik († 11. dubna 1882)
- 05. července – William John Macquorn Rankine, skotský inženýr a fyzik († 24. prosince 1872)
- 23. července – Julia Gardiner Tylerová manželka 10. prezidenta USA Johna Tylera († 10. července 1889)
- 29. července – Léon Fairmaire, francouzský entomolog († 1. dubna 1906)
- 02. srpna – John Tyndall, anglický fyzik († 4. prosince 1893)
- 29. srpna – Mirko Petrović-Njegoš, černohorský válečník, diplomat a básník († 20. července 1867)
- 30. srpna – Gustave Le Gray, francouzský fotograf († 30. července 1884)
- 31. srpna – Carl Frederik Nyman, švédský botanik († 26. dubna 1893)
- 17. září
  - Tomás Mejía, mexický generál († 19. června 1867)
  - Émile Augier, francouzský básník a dramatik († 25. října 1889)
- 29. září – Jindřich, hrabě z Chambord, francouzský princ z dynastie Bourbonů († 24. srpen 1883)
- říjen – Thursday October Christian II., vůdce kolonie na Pitcairnových ostrovech († 27. května 1911)
- 24. října – Eugène Fromentin, francouzský malíř a spisovatel († 27. srpna 1876)
- 05. listopadu – Ernest August Hellmuth von Kiesenwetter, německý entomolog († 18. března 1880)
- 28. listopadu – Friedrich Engels, německý filozof a ekonom († 5. srpna 1895)
- 01. prosince – Eduard Herbst, ministr spravedlnosti Předlitavska († 25. června 1892)
- 05. prosince – Afanasij Fet, ruský básník († 3. prosince 1892)
- 06. prosince – Alexandrina Bádenská, sasko-kobursko-gothajská vévodkyně († 20. prosince 1904)
- 12. prosince – Şevkefza Sultan, čtvrtá manželka sultána Abdülmecida I., matka sultána Murada V. († 17. září 1889)
- 17. prosince – Heinrich Müller, německý anatom († 10. května 1864)
- 18. prosince – Bertall, francouzský karikaturista a fotograf († 24. března 1882)
- 25. prosince – Jan Swerts vlámský malíř († 11. srpna 1879)
- 31. prosince – Helene Demuth, služka Karla Marxe a Friedricha Engelse († 4. listopadu 1890)
- 0?
  - Honinbó Šúwa, japonský profesionální hráč go († 2. července 1873)
  - Andrej Deněr, ruský fotograf († 3. března 1892)
  - pokřtěn 12. listopadu – John Goodwyn Barmby, britský křesťanský socialista († 18. října 1881)

## Úmrtí

### Česko

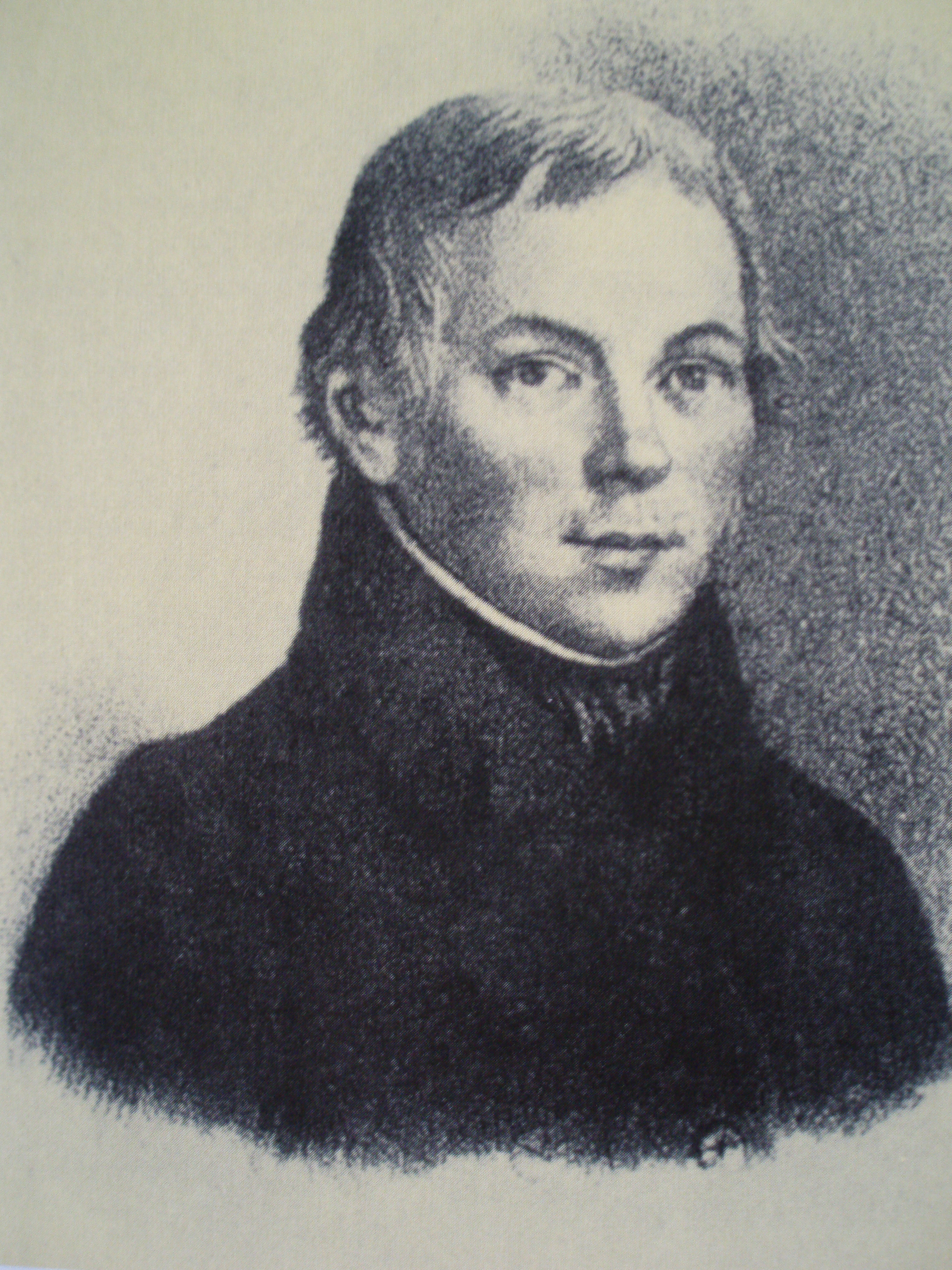
Antonín Jaroslav Puchmajer († 29. září)

- 4. února – Bohumír Jan Dlabač, kněz, básník, knihovník a sběratel (* 17. července 1758)
- 17. července – Jiří Procháska, lékař (* 10. dubna 1749)
- 6. srpna – Antonín Vranický, hudební skladatel (* 13. června 1761)
- 7. srpna – László Baka, reformovaný kazatel (* 1754)
- 28. srpna – Antonín Kraft, violoncellista a hudební skladatel českého původu (* 30. prosince 1749)
- 13. září – Johann Josef Nehr, klášterní lékař a zakladatel Mariánských Lázní jako lázeňského města (* 8. května 1752)
- 29. září – Antonín Jaroslav Puchmajer, spisovatel (* 7. ledna 1769)
- 3. října – Ludwig Wenzel Lachnitt, hudební skladatel a hornista pocházející z Čech (* 7. června 1746)
- 2. listopadu – František Vincenc Tuček, dirigent a skladatel (* 2. února 1755)
- 14. prosince – Anton Majer, mistr kameník (* 1750)

### Svět

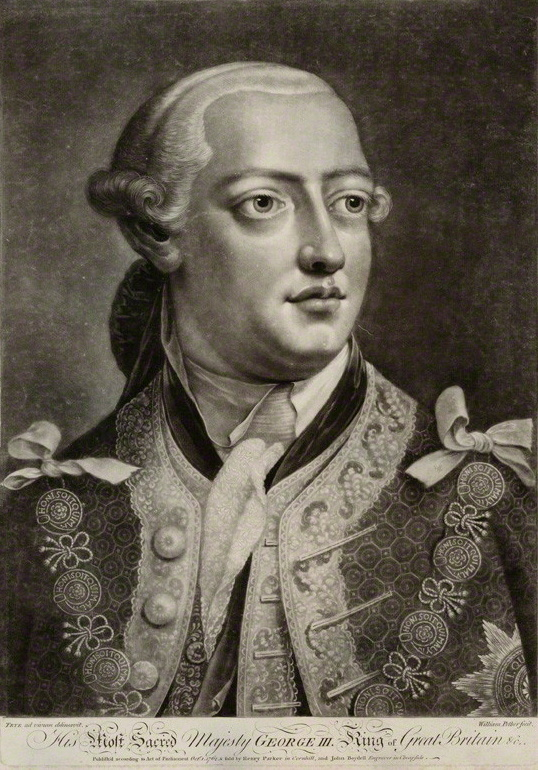
Jiří III. († 29. ledna)

- 23. ledna – Eduard August Hannoverský, vévoda z Kentu a Strathearnu, syn krále Jiřího III. (* 2. listopadu 1767)
- 29. ledna – Jiří III., britský král (* 4. června 1738)
- 11. března – Benjamin West, americký malíř (* 10. října 1738)
- 15. března – Klement Maria Hofbauer, rakouský katolický kněz, světec, patron Vídně (* 26. prosince 1751)
- 2. dubna – Thomas Brown, skotský filozof, metafyzik a básník (* 9. ledna 1778)
- 9. června
  - Vilemína Pruská, pruská princezna (* 7. srpna 1751)
  - Vilemína z Lichtenau, milenka pruského krále Fridricha Viléma II. (* 29. prosince 1753)
- 20. června – Manuel Belgrano, argentinský vojenský velitel války za nezávislost (* 3. června 1770)
- 1. července – Armand Havet, francouzský lékař a botanik (* 1795)
- 19. června – Joseph Banks, anglický přírodovědec (* 13. února 1743)
- 2. srpna – Maria Carolina Wolfová, německá klavíristka, zpěvačka a skladatelka, dcera Františka Bendy (* 27. prosince 1742)
- 6. srpna – Frederika Pruská, pruská princezna a anglická šlechtična (* 7. května 1767)
- 7. srpna – Élisa Bonaparte, sestra Napoleona (* 3. ledna 1777)
- 9. srpna – Anders Sparrman, švédský přírodovědec a abolicionista (* 27. února 1748)
- 13. září
  - Adéla Anthalská, manželka oldenburského velkovévody Augusta (* 23. února 1800)
  - François-Christophe Kellermann, francouzský generál (* 28. května 1735)
- 14. září – François-Joseph Lefebvre, francouzský generál(* 25. října 1755)
- 5. října – Augustin Barruel, francouzský jezuita a polemický publicista (* 2. října 1741)
- 15. října – Karel Filip Schwarzenberg, český šlechtic, diplomat a polní maršál (* 15. dubna 1771)
- 16. listopadu – Jean-Lambert Tallien, francouzský revolucionář (* 23. ledna 1767)
- 13. prosince – Ferenc Széchényi, uherský šlechtic, učenec a filantrop (* 29. dubna 1754)
- 25. prosince – Joseph Fouché, francouzský revoluční politik (* 21. května 1759)
- ? – Samuel Ward, ochutnávač jídla prince Karla Eduarda Stuarta (* 1732)

## Hlavy států

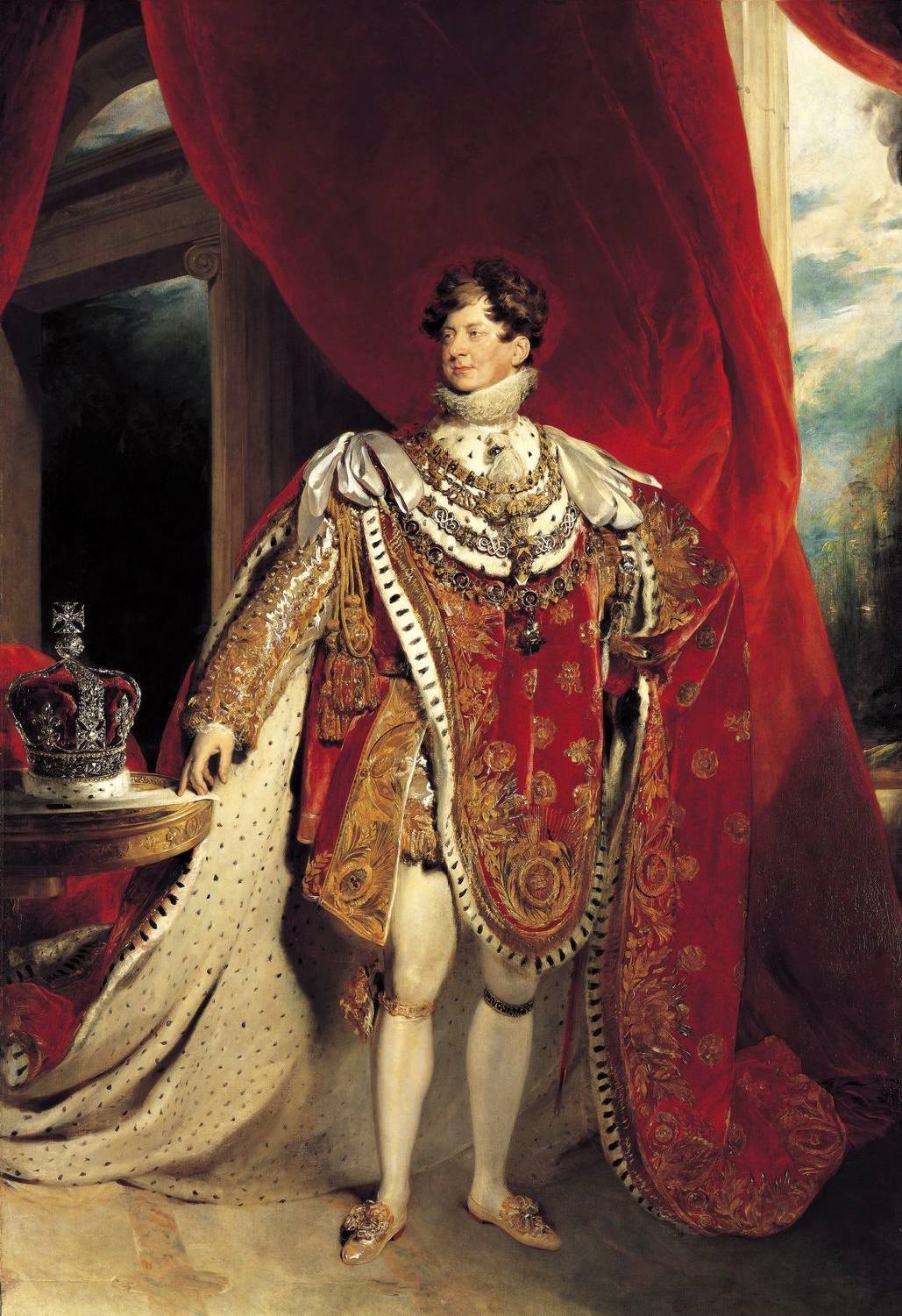
Britským králem se stal Jiří IV.

- Francie – Ludvík XVIII. (1815–1824)
- Království obojí Sicílie – Ferdinand I. (1816–1825)
- Osmanská říše – Mahmut II. (1808–1839)
- Prusko – Fridrich Vilém III. (1797–1840)
- Rakouské císařství – František I. (1792–1835)
- Rusko – Alexandr I. (1801–1825)
- Spojené království – Jiří III. (1760–1820) do 29. ledna / Jiří IV. (1820–1830) od 29. ledna
- Španělsko – Ferdinand VII. (1813–1833)
- Švédsko – Karel XIV. (1818–1844)
- USA – James Monroe (1817–1825)
- Papež – Pius VII. (1800–1823)
- Japonsko – Ninkó (1817–1846)
- Lombardsko-benátské království – Rainer Josef Habsbursko-Lotrinský